# Хачатрян Ромік Акопович
Ромік Акопович Хачатрян (вірм. Ռոմիկ Հակոբի Խաչատրյան; нар. 23 серпня 1978, Єреван, Вірменська РСР) — вірменський футболіст, півзахисник. Виступав за національну збірну Вірменії.

## Клубна кар'єра
Футболом розпочав захоплюватись із 7-річного віку. Кар'єру розпочалав в ечміадзинському «СКА-Араі». 16-річний гравець провів за клуб 11 матчів і зміг забити 2 м'ячі у сезоні 1994 року. Цей сезон невдало склався для самого клубу, оскільки зайняте 14-те місце за підсумками чемпіонату відправляло команду до першої ліги. Хачатрян перейшов до АОСС. У клубі, який потім змінив назву на «Пюнік», відіграв неофіційний та офіційний сезон. Перейшов 1996 року до єреванського ЦСКА, затримався у клубі недовго. Сезон для клубу спочатку не склався. Перше коло команда закінчила з однією перемогою та 10 поразками. Більше того, після першого матчу у другому колі клуб знявся з першості та розформувався. Сам Хачатрян зіграв лише у трьох матчах і повернувся до «Пюніка». Успішний виступ за клуб дав змогу зіграти у складі національної команди. Після закінчення чемпіонату 1998 року відбувся перехід до єреванського «Араксу». Через півтора сезони переїхав до чемпіонату Кіпру. Виступав за кіпрські клуби «Олімпіакос» (Нікосія), АПОЕЛ (Нікосія) та «Анортосіс» (Фамагуста). Також виступав на батьківщини за столичний «Бананц», з яким дійшов до фіналу кубку Вірменії 2008 року. Футбольну кар'єру завершив 2013 року в ташкентському «Локомотиві»

## Кар'єра в збірній
У складі національної збірної зіграв у 54 матчах. Дебютував 30 березня 1997 року у Тбілісі, де у товариському матчі зустрілися збірні Вірменії та Грузії. Хачатрян вийшов на 60-й хвилині матчу замість Артура Петросяна. Вірменська команда зазнала поразки 0:7. На своєму рахунку має один забитий м'яч, у воротах збірної Андорри.

## Особисте життя
Батьки — Акоп та Манушак.
Одружений, пара виховує двох близьнюків, Еріка та Елен.

## Статистика виступів у збірній
| національна збірна Вірменії | національна збірна Вірменії | національна збірна Вірменії |
| Рік                         | Матчі                       | Голи                        |
| --------------------------- | --------------------------- | --------------------------- |
| 1997                        | 1                           | 0                           |
| 1998                        | 0                           | 0                           |
| 1999                        | 4                           | 0                           |
| 2000                        | 9                           | 0                           |
| 2001                        | 6                           | 0                           |
| 2002                        | 4                           | 0                           |
| 2003                        | 6                           | 0                           |
| 2004                        | 7                           | 0                           |
| 2005                        | 8                           | 1                           |
| 2006                        | 2                           | 0                           |
| 2007                        | 6                           | 0                           |
| 2008                        | 3                           | 0                           |
| Загалом                     | 56                          | 1                           |

## Досягнення

### Клубні
«Кілікія»
- Прем'єр-ліга Вірменії
  -  Чемпіон (2): 1995/96, 1996/97

- Кубок Вірменії
  -  Володар (1): 1995/96
  -  Фіналіст (1): 1996/97

- Суперкубок Вірменії
  -  Володар (1): 1997

«Спартак» (Єреван)
- Прем'єр-ліга Вірменії
  -  Бронзовий призер (1): 1999

- Кубок Вірменії
  -  Володар (1): 1999

- Суперкубок Вірменії
  -  Фіналіст (1): 1999

«Олімпіакос» (Нікосія)
- Чемпіонат Кіпру
  -  Срібний призер (1): 2000/01

АПОЕЛ
- Суперкубок Кіпру
  -  Володар (1): 2002

«Анортосіс»
- Кубок Кіпру
  -  Володар (1): 2006/07

«Бананц»
- Кубок Вірменії
  -  Фіналіст (1): 2008